# Izbori za predsjednika Srbije 2004.
Izbori za predsjednika Srbije su održani u lipnju 2004. 

### Stanje prije izbora
Nakon izbora nove srbijanske Vlade (3. ožujka te godine), s Vojislavom Koštunicom na čelu, pristupilo se pripremama za izbor novog predsjednika Srbije koja u tom trenutku nije imala predsjednika. Dužnost šefa države obavljao je predsjednik parlamenta.

### Prvi krug
Novoizabrani predsjednik parlamenta Predrag Marković (G 17+) raspisao je predsjedničke izbore za 13. lipnja. Kandidiralo se ukupno 15 kandidata, a najveće šanse za prolaz u drugi krug imali su Boris Tadić (predsjednik Demokratske stranke) i Tomislav Nikolić (zamjenik lidera Srpske radikalne stranke). U prvom krugu, Nikolić je osvojio više glasova od Tadića. Kandidat vladajuće koalicije Dragan Maršićanin zauzeo je tek četvrto mjesto.

### Drugi krug
Zakazan je za 27. lipanj. Vladajuća koalicija, s Koštunicom na čelu, odlučuje podržati Tadića što ovome donosi pobjedu. Osvojio je 54% glasova, a Nikolić 46%.
Boris Tadić stupio je svečano na dužnost 11. srpnja i time postao treći izabrani predsjednik Srbije.

## Poveznice
- Izbori za predsjednika Srbije 2008.